# Radomskie Towarzystwo Naukowe
La Radomskie Towarzystwo Naukowe, RTN (traduzione: Società scientifica Radom) è una società scientifica polacca fondata nel 1963 a Radom.
Secondo lo statuto, lo scopo della società è organizzare, sviluppare e divulgare la ricerca scientifica, in particolare in relazione alla regione di Radom. Attraverso la sua ricerca, la società lavora per mantenere le tradizioni nazionali, sviluppare la lingua polacca e la coscienza nazionale, civica e culturale in un'Europa unita.
La società conduce ricerca scientifica, pubblica letteratura scientifica e divulgativa, nonché periodici. La società collabora con l'Accademia polacca delle scienze, università, altre società scientifiche inclusa la Polskie Towarzystwo Geograficzne (traduzione: Società geografica polacca).
Organizza conferenze, letture pubbliche, discussioni scientifiche e conduce altri eventi sociali e scientifici.
Dal 1964 al 2011, ha pubblicato una newsletter trimestrale il Biuletyn Kwartalny RTN, che è stata successivamente sostituita dall'annuario Radomskie Studia Humanistyczne.

## Scientiae Radices
Nel dicembre 2022 è iniziata la pubblicazione del nuovo periodico scientifico Scientiae Radices contenente articoli di ricerca nei campi dell'architettura e delle costruzioni, della chimica, dell'ingegneria e tecnologia chimica, della biotecnologia, dell'ingegneria dei materiali, della fisica e delle scienze mediche. È pubblicato in inglese come rivista ad accesso aperto. Scientiae Radices è indicizzato da: CrossRef, BazTech, Google Scholar, ResearchGate e database ROAD. Il redattore capo è Radomir Jasiński.